# Grażyna Prokopek
Grażyna Prokopek (Polonia, 20 de abril de 1977) es una atleta polaca especializada en la prueba de 4x400 m, en la que ha logrado ser medallista de bronce europea en 2006.

## Carrera deportiva
En el Campeonato Europeo de Atletismo de 2006 ganó la medalla de bronce en los relevos 4x400 m, con un tiempo de 3:27.77 segundos, llegando a meta tras Rusia y Bielorrusia, siendo sus compañeras de equipo: Monika Bejnar, Ewelina Sętowska y Anna Jesień.